# Гаванная улица (Зеленогорск)
Га́ванная у́лица — улица в городе Зеленогорске Курортного района Санкт-Петербурга. Проходит от Приморского шоссе до Финского залива.
Первоначальное название — Купа́льная улица. Так с 1907 года назывался участок от проспекта Ленина до Финского залива. Проезд вёл к купальням, оборудованным на берегу Финского залива (сейчас в Зеленогорске существует другая Купальная улица).
С 1920-х годов улица разделилась на две. Участок от Приморского шоссе до Финского залива был назван Satamakatu, что с финского языка можно перевести как Гаванская улица, улица в гавань. Наименование связано с тем, что улица ведет в гавань (ныне там яхт-клуб).
Второй участок, от проспекта Ленина до Приморского шоссе, в 1920-х был назван Uimakatu. Это слово представляло собой перевод на финский язык геонима Купальная улица. В 1940-х годах Uimakatu была упразднена, но поныне она существует как безымянная аллея в сквере Восьмого Марта.
Гаванной южный участок улицы стал после войны.[когда?]

 Топоним является переводом слова Satamakatu на русский язык. Сейчас Орфографический словарь РАН (2007) не фиксирует прилагательного гаванный; от слова гавань происходит только прилагательное гаванский. Аналогичной нормы придерживается и Большой толковый словарь русского языка (2014).
В настоящее время Гаванная улица проходит по территории Зеленогорского парка культуры и отдыха и является его аллеей. Её трасса входит в границы двух земельных участков, сформированных «для рекреационных целей».
По Гаванной улице числится в общей сложности 11 домов, которые входят в состав отеля «Курорт Терийоки», а именно 1 и 2 с литерами.